# کوین تیلیه
کوین تیلیه (انگلیسی: Kévin Tillie؛ زادهٔ ۱۱ فوریهٔ ۱۹۹۰) بازیکن والیبال اهل فرانسه و عضو تیم ملی والیبال فرانسه است. او پسر آقای لوران تیلیه سر مربی تیم ملی والیبال فرانسه است و تا سال ۲۰۱۹ در یکی از تیم‌های باشگاهی چین بازی می‌کرد ولی از سال ۲۰۱۹ به مودنا یکی از تیم‌های باشگاهی ایتالیا رفت.
آقای لوران تیلیه سه پسر دارد که کوین راه پدر را ادامه داد و والیبالیست شد و دو پسر دیگرش هم بسکتبالیست هستند و همسرشان هم ورزشی است و برادر آقای تیلیه هم فیزیوتراپیست تیم ملی والیبال فرانسه است و از ان‌ها می‌توان به عنوان یک خانواده ورزشی نام برد.